# Castell de Juià
El castell de Juià està situat al cim d'un serrat a la vora del veïnat de Mas Nadal, entitat de població de Juià (Gironès). És un edifici declarat bé cultural d'interès nacional. El castell de Juià està situat als contraforts septentrionals del massís de les Gavarres. Es troba dalt d'un petit turó que controla la propera vall del Ter. Actualment, el conjunt està molt destruït, només en resten paraments de pedra verticals.

## Història

### Origen
Les dades històriques referents al Castell de Juià són molt reduïdes i es limiten a algunes escadusseres referències documentals. Tot i això, sembla que l'origen de l'ocupació humana prop de la fortificació és força antic. Així sembla que ho corrobora el fet que s'han trobat ceràmiques antigues a les seves proximitats. Aquesta zona era aprofitada en època romana per a l'obtenció de matèries primeres, alhora que, a prop, passaven dues de les principals rutes terrestres de l'època: la Via Augusta i el camí d'Empúries. El mateix topònim de Juià (Iuniano- Iulius) és, clarament, d'origen romà, possiblement derivat d'algun patronímic. Algun dels autors que han investigat els orígens del castell els situen a la tardoantiguitat, basant-se en l'ús de tàpia en la construcció dels seus murs.
La primera referència coneguda del lloc és de principis del segle xi, quan surt esmentat un lloc anomenat Iuliano al testament de Gilabert de Cruïlles, de l'any 1035. Poc després, l'any 1057, es troba esmentat un tal Guilemo de Iolano. A la segona meitat del segle xi trobem ja una referència al castell, quan Berenguer Gausfred prestà homenatge al bisbe de Girona per la fortalesa de Julano. Posteriorment, l'any 1190, es troba un tal Raimon de Juià (Iulano) en l'escriptura de venda del castell de Forès. Juià formava part d'un seguit de fortaleses, entre els quals hi havia el castell de Palagret, el castell de Celrà i el castell de Barbavella, que pertanyien al bisbat de Girona.

### Edat mitjana
Des de ben aviat aquest castell va estar vinculat a la Seu de Girona. També sembla que els senyors de Cervià tenien drets sobre el lloc, potser per concessió del bisbat de Girona. De fet, l'any 1326 Guereu de Cervià reconegué tenir per aquest motiu els delmes de Vilanant, Cogolls (entitat municipal de les Planes d'hostoles), Molins i Juià, que estaven subinfeudats. De tota manera, sembla que aquest fet no impedia que el bisbat tingués relació directa amb els infeudats, atès que l'any 1335 Ramon de Juià, cavaller, reconegué tenir pel bisbe els delmes de Sant Esteve de Guialbes, Corçà i Juià. La documentació existent testifica que la relació del bisbat amb els senyors de Cervià no sempre devia ser correcte, ja que l'any 1354 el bisbe exigí a Francesc de Cervià que retés la potestat del castell de Juià. Més tard, però, hi ha constància d'un nou reconeixement del senyor de Cervià per part del bisbat, l'any 1357. En aquest document s'esmenta la necessitat de reparar els murs dels castell (única referència que es té d'obres en el conjunt, tot i que no se sap si es varen arribar a realitzar).
L'any 1390, en el marc de les lluites contra els mercenaris Armanyacs, la parròquia fou devastada, raó per la qual el bisbat donà llicència al domer perquè s'absentés de les seves funcions. Poc després, tingué lloc un nou conflicte entre el bisbat i el senyor de Cervià: l'any 1395, el procurador del bisbe Hug d'Anglesola manà a Guerau de Cervià que li lliurés la potestat del castell de Juià.

### Edat moderna
Pel que fa a èpoques posteriors la documentació és encara més esparsa i, pràcticament, acaba a principis del segle xv. La darrera referència que es coneix d'una nissaga nobiliària ubicada a Juià és de l'any 1410, quan hi ha constància de l'existència d'Alamanda de Juià, vídua de Bernat i mare de Bernat-Pere, menor d'edat. De fet, fou just durant aquest període quan la nissaga Juià tingué la darrera intervenció en els conflictes polítics i militars que envoltaren l'extinció del casal de Barcelona i l'entronització de la dinastia Trastàmara. A partir d'aquest moment la nissaga Juià desapareix de la documentació. No hi ha cap mena de constància de l'afectació del conflicte remença al castell de Juià, tot i que afectà de forma especialment virulenta aquesta zona. Tampoc tenim dades sobre com l'afectà el conflicte armat que enfrontà la Generalitat amb el monarca Joan II. La darrera documentació del castell és de l'any 1479 i ens informa que el bisbat havia segrestat el delme del castell de Cervià al cavaller Bernat Gabriel de Xetmar, per obligar-lo a donar-li la potestat del castell de Juià.
Posteriorment, no es troben més dades del castell, que degué restar abandonat. L'únic que sabem és que al segle xvii la població havia esdevingut domini reial.
L'any 2014 el Servei de Monuments de la Diputació de Girona emprèn una campanya d'excavació i consolidació.

## Arquitectura
L'edifici era de planta més o menys quadrangular, ja que les seves restes ocupen un espai aproximat de 25 x 25 metres. Les parts més ben conservades es troben al sector nord, on hi ha una paret que encara assoleix els 5 metres d'alçada. A la cantonada nord-est sembla que existeix una mena d'estructura quadrangular annexa, que alguns investigadors han relacionat amb la torre de l'homenatge (tot i que no es pot confirmar). Entre aquesta torre i el mur abans esmentat, sembla insinuar-se l'entrada al castell. Malauradament, la gran degradació del conjunt fa difícil confirmar-ne l'estructura. Tota la fortalesa estava envoltada per un fossat, del qual es desconeixen la fondària i les característiques, atès que actualment es troba colgat per plantes i runes.
Els murs del castell semblen variar en gruix. El mur nord, el més ben conservat, fa aproximadament 120 centímetres. Pel que fa a la tècnica constructiva, aquest mur està construït, a l'angle nord-est, amb grans carreus de pedra, més o menys treballats. La part central està feta de tàpia, on es poden observar diversos enfonys de bastida, resultat de la tècnica constructiva. A cadascuna de les cares exteriors d'aquest mur hi ha pedres petites i còdols, que formen un full d'uns 20 centímetres a cada costat, com a reforç i protecció dels elements.